# 青楼十二房
《青楼十二房》（英語：Ancient Chinese Whorehouse）是香港1994年上映情色电影。

## 剧情
唐朝，贫女阿青被卖入妓院“尝乐坊”，其老板五姑娘有十二间房的奇异器械用于顾客行房使用，她叫刚哥制造各种奇怪的性用品，将阿青许配给一个长相丑陋的富家公子，刚哥的徒弟阿逸挽救了阿青，破坏了富家公子和阿青行房，经过一系列挫折，最终阿青和阿逸在一起。

## 主演
| 演員   | 角色   | 備註                                                                                           |
| 翁虹   | 五姑娘 | 妓院老板，不畏强权。                                                                           |
| 程雪雁 | 阿青   | 起初被卖入妓院，中途被妓院老鸨嫁给商家公子，因阿逸救她致使婚嫁圆房没有成功，最后和阿逸在一起。 |
| 郑则仕 | 刚哥   | 阿逸的师傅，善于制造性用品，喜欢五姑娘。                                                       |
| 劉的之 | 阿逸   | 老实害羞，喜欢阿青，最后和阿青在一起。                                                         |
| 苑琼丹 | 竹姐   | 在妓院做妓女多年，有身材没样貌，大多客人都是老伯。                                             |
| 徐锦江 | 王爺   | 风流霸道，晚间成为采花贼强奸妓女，最后死在五姑娘手上。                                         |

## 外部連結
- 香港影庫上《青楼十二房》的資料（繁體中文）
- 豆瓣电影上《青楼十二房》的資料 （简体中文）
- 爛番茄上《青楼十二房》的資料（英文）
- AllMovie上《青楼十二房》的资料（英文）
- 互联网电影数据库（IMDb）上《青楼十二房》的资料（英文）